# Earl of Upper Ossory

Wappen der Earls of Upper Ossory

Earl of Upper Ossory war ein erblicher britischer Adelstitel in der Peerage of Ireland.

## Verleihung und Geschichte des Titels
Der Titel wurde am 5. Oktober 1751 für John FitzPatrick, 2. Baron Gowran, geschaffen. Bereits 1727 von seinem Vater den fortan nachgeordneten Titel Baron Gowran geerbt, der diesem am 27. April 1715 in der Peerage of Ireland verliehen worden war.
Sein Sohn, der 2. Earl, wurde am 9. August 1794 in der Peerage of Great Britain auch zum Baron Upper Ossory, of Ampthill in the County of Bedford, erhoben. Als dieser Earl am 13. Februar 1818 starb und keine legitimen Söhne hinterließ, erloschen alle drei Titel.

## Liste der Barons Gowran und Earls of Upper Ossory

### Barons Gowran (1715)
- Richard FitzPatrick, 1. Baron Gowran (um 1662–1727)
- John FitzPatrick, 2. Baron Gowran (1719–1758; 1751 zum Earl of Upper Ossory erhoben)

### Earls of Upper Ossory (1751)
- John FitzPatrick, 1. Earl of Upper Ossory (1719–1758)
- John FitzPatrick, 2. Earl of Upper Ossory (1745–1818)